# قشلاق مير عوض (مقاطعة بيله سوار)
قشلاق میر عوض (بالفارسية: قشلاق میرعوض) هي منطقة سكنية تقع في إيران في أردبيل.